# 12 (album Őszibarack)
12 – czwarty album polskiego zespołu Őszibarack, pierwszy bez udziału wokalistki, DJ Patrisii. Zawiera w głównej mierze elektroniczną muzykę instrumentalną (na albumie są jedynie 2 utwory wokalne). Album został dobrze odebrany przez słuchaczy i krytyków. Zespół z materiałem z albumu wystąpił na festiwalu Tauron Nowa Muzyka 2013.

## Lista utworów
| 1. | "The Tide"                  | 4:10  |
|    |                             |       |
| 2. | "Brightones"                | 6:13  |
|    |                             |       |
| 3. | "Finders Keepers"           | 4:19  |
|    |                             |       |
| 4. | "Please Hold On to the End" | 11:17 |
|    |                             |       |
| 5. | "Zibraphone"                | 5:22  |
|    |                             |       |
| 6. | "Fly"                       | 5:43  |
|    |                             |       |
| 7. | "Brassel"                   | 5:06  |
|    |                             |       |
| 8. | "Shine On"                  | 3:39  |
|    |                             |       |
| 9. | "The Tide (Instrumental)"   | 7:36  |
|    |                             |       |
|    |                             | 53:25 |
|    |                             |       |

## Notowania
| Medium          | Ranking                   | Miejsce |
| --------------- | ------------------------- | ------- |
| T-Mobile Music  | 2013: Płyta roku – Polska | 2       |
| Rate Your Music | 100 Polskich Płyt 2013    | 42      |